# ズキンタケ
ズキンタケ（頭巾茸、学名: Leotia lubrica）は、ズキンタケ科ズキンタケ属の小型のキノコ（子囊菌）。日本各地および、北半球、オーストラリアなど汎世界的に分布する。腐生菌。夏から秋、特に秋のころ、やや湿った広葉樹林や針葉樹などが混生する林内の地上に散生または群生する。食用可。

## 形態
子実体は頭部と柄からなり、高さは2 - 6センチメートル (cm) 、全体にやや粘性を有しゼラチン質の質感である。頭部は径3 - 15ミリメートル (mm) 、いびつな類球形から丸山形、あるいは半球形で凹凸状のしわがあって、黄色、黄橙色、黄褐色、橙褐色、暗褐色、緑色と変化に富む。特に古くなると色が変わりやすい。肉は半透明で軟骨質。柄は中空の円柱形で、長さ2 - 5 cm、表面は黄色から橙黄色、または黄緑褐色をしている。側糸は径1 - 2マイクロメートル (μm) の糸状で、頂部は棍棒状に膨れて径3 - 4 μmある。子囊胞子は、大きさ16 - 25 × 4 - 6 μmの狭楕円形から紡錘形で、無色、成熟すると3 - 7の隔壁が生じて多細胞になる。
ズキンタケ属のキノコは、色違いの種が多く見分けが難しいとされる。シロキクラゲ科のアカエノズキンタケ（Tremella stipitata）は本種と間違えやすいが、頭部が緑色で柄が橙黄色をしている。また同属のアオズキンタケ（Leotia chlorocephala）は、子実体全体が薄い緑色になる。

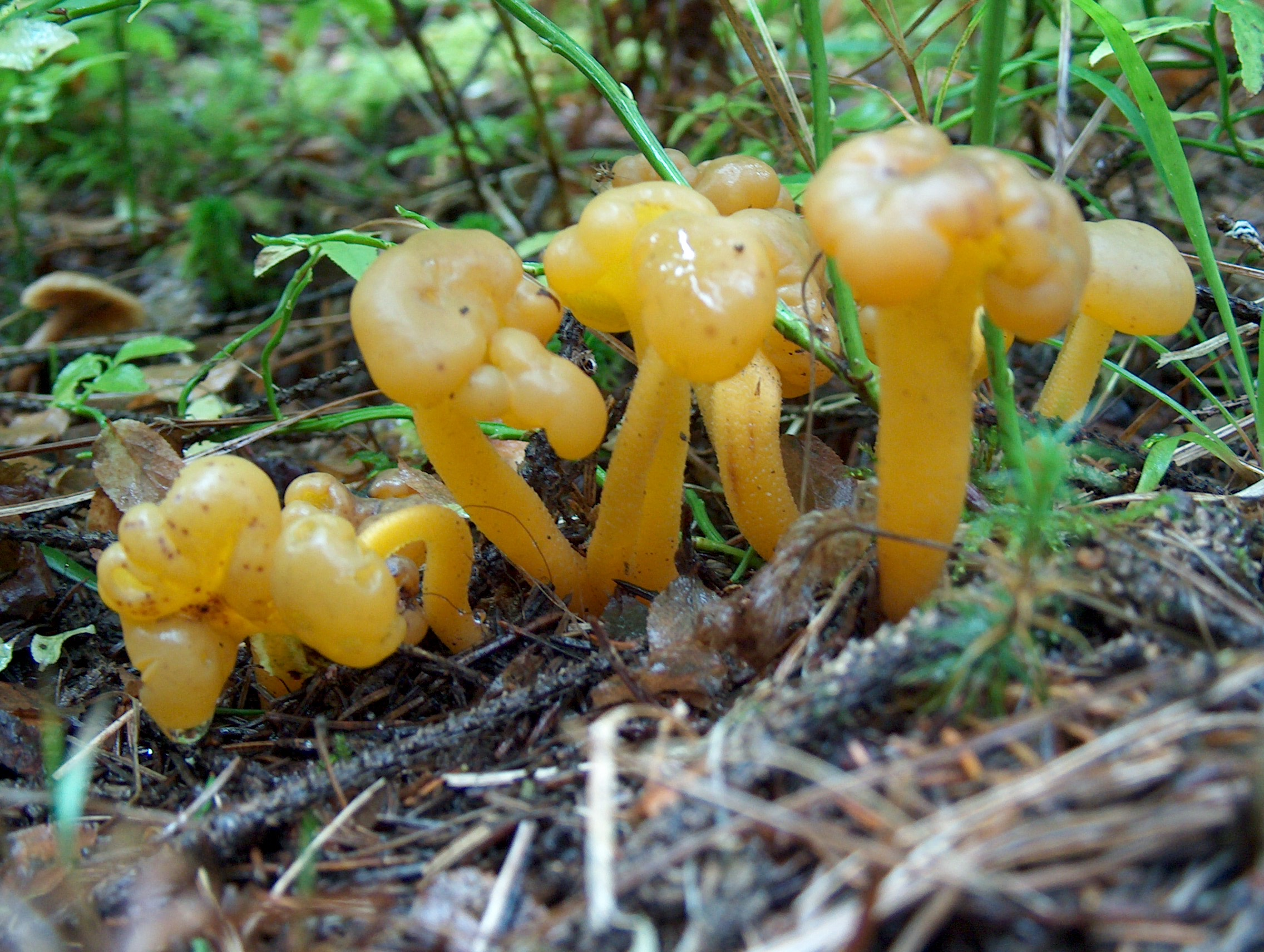
頭部が黄色い個体
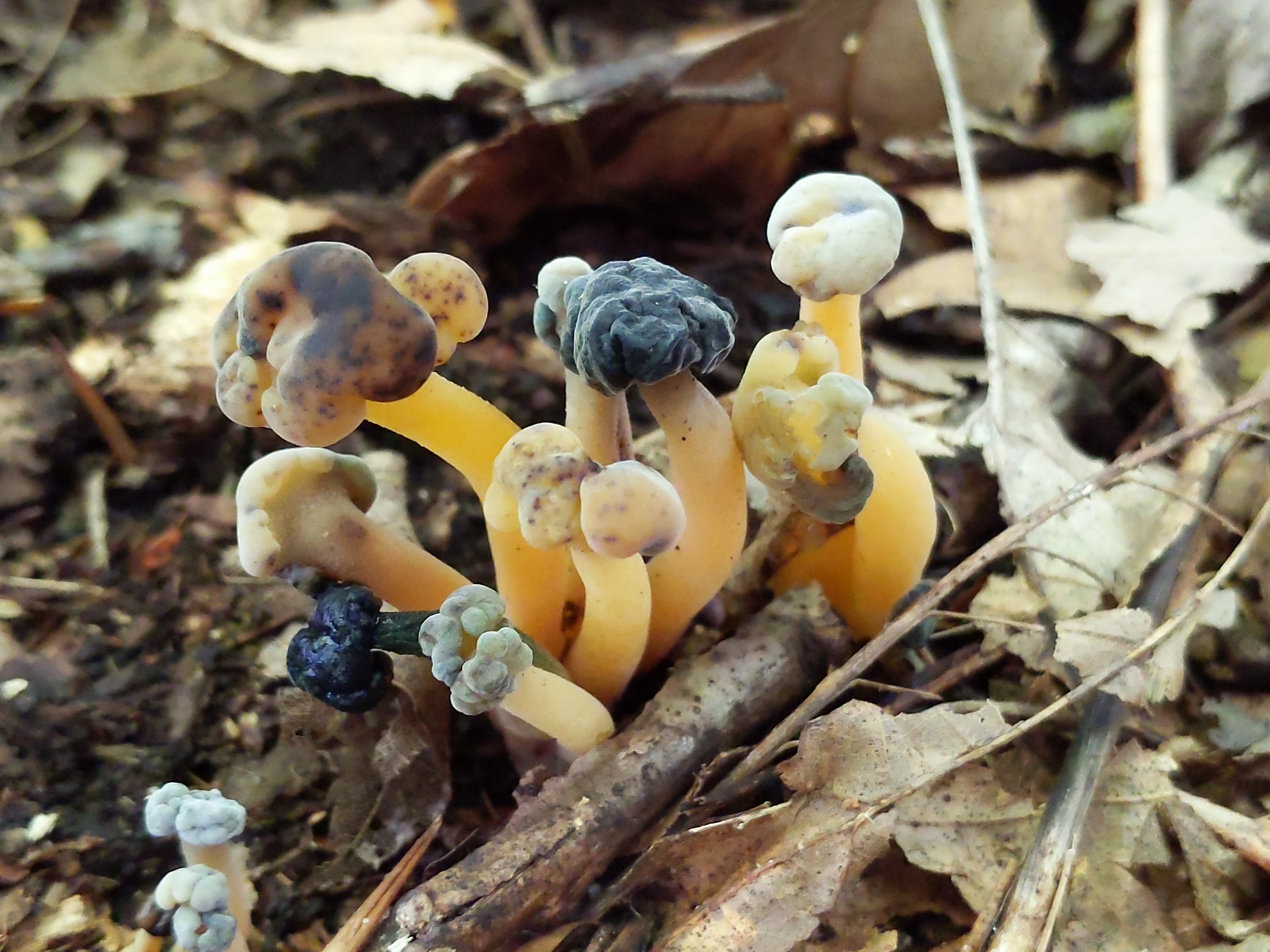
実際には頭部の色は変化に富む
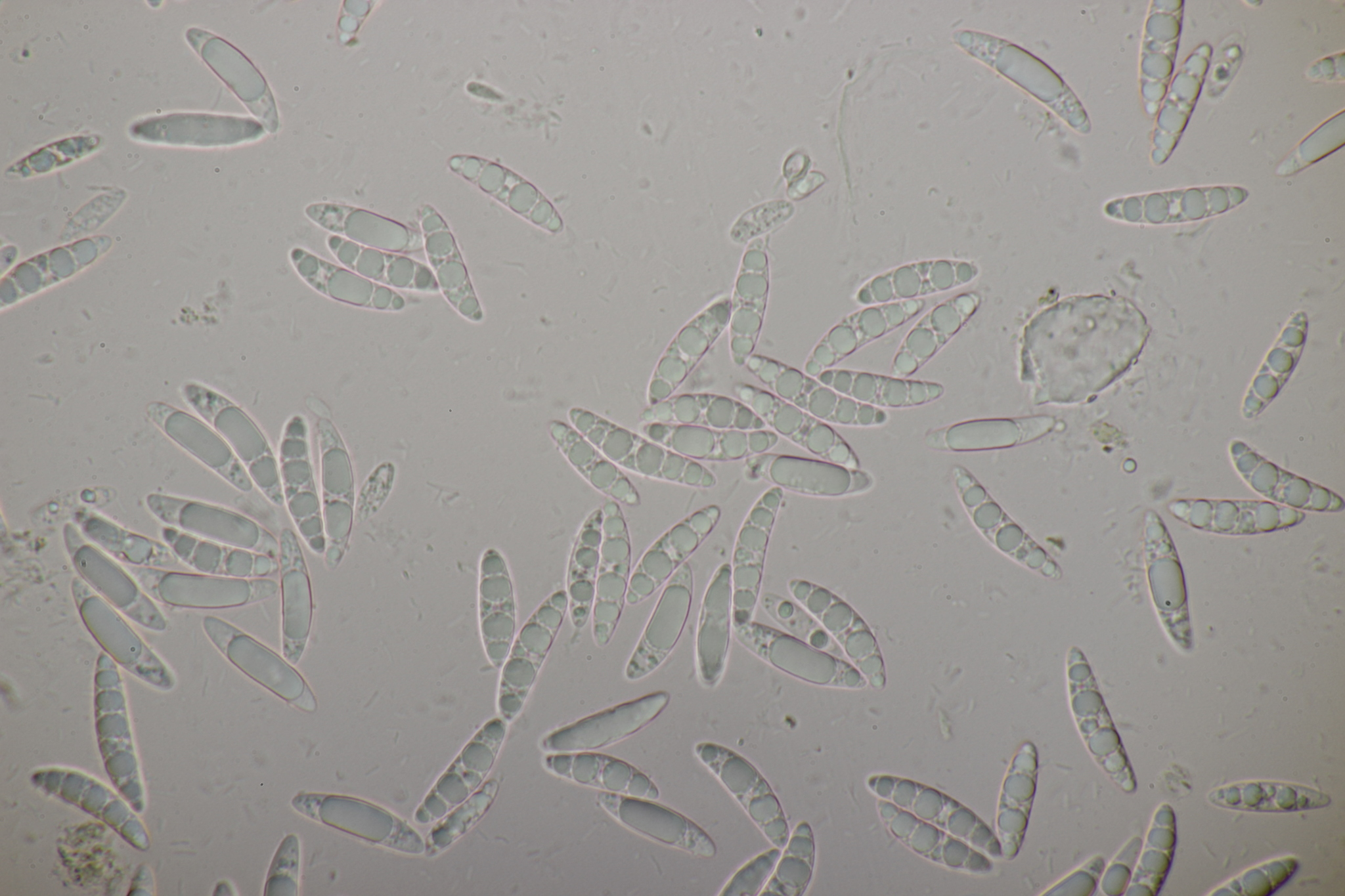
胞子の顕微鏡画像
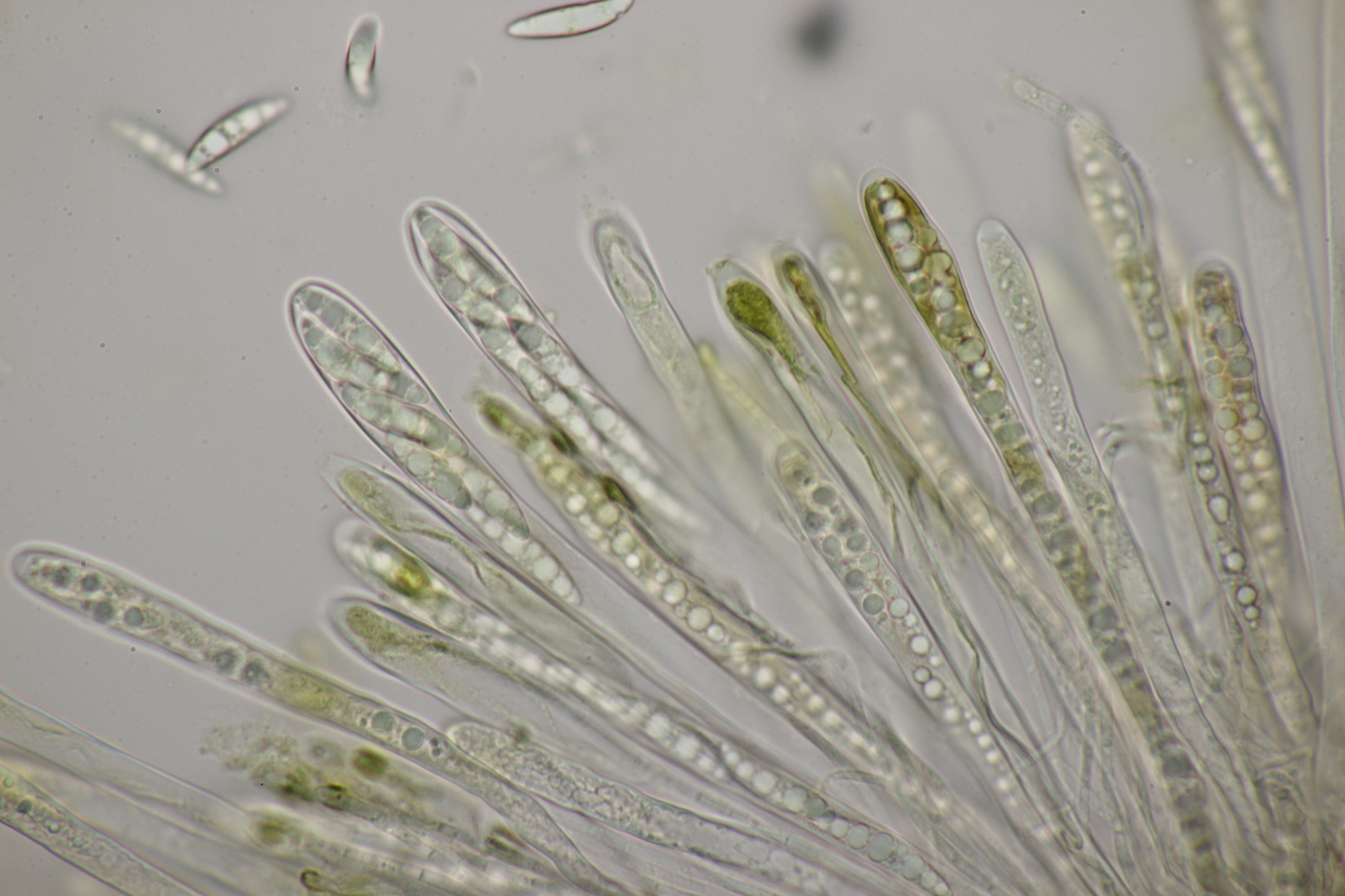
側糸の先端は棍棒状に膨らむ